# جان بايزا
جان بايزا (20 أغسطس 1942 في الجزائر et mort le 21 février 2011 htueil/100007/Article/55568/Le-deces-de-Jean-Baeza=) لاعب كرة قدم فرنسي الجنسية جزائري المولد معتزل كان يجيد اللعب في خط الدفاع .
شارك مع منتخب فرنسا في 8 مباريات دولية من دون أن ينجح في تسجيل أي هدف .

## روابط خارجية
- جان بايزا على موقع قاعدة بيانات كرة القدم.إي يو (الإنجليزية)
- جان بايزا على موقع ناشيونال فوتبول تيمز (الإنجليزية)